# Porphyroglottis
Porphyroglottis es un género monotípico de orquídeas de hábitos epífitas. Su única especie: Porphyroglottis maxwelliae Ridl., J. Linn. Soc., Bot. 31: 290 (1896), es originaria del oeste de Malasia.

## Descripción
Es una orquídea de pequeño tamaño, que prefiere el clima cálido, forma una agrupación de epífitas que es similar en hábito a Grammatophyllum speciosum pero su flor es completamente diferente. La planta cuenta con un sistema de raíces que forma una cesta que atrapa la hojarasca y demás materia orgánica, así como servir de habitáculo de colonias de hormigas. El tallo tiene forma cilíndrica, y está envuelto en vainas imbricadas, con muchas hojas lineales, con estrechamiento apical, agudas, más pálidas por el envés. Florece en una inflorescencia delgada, basal, ramificada que en ocasiones que se alarga hasta a una longitud final de 150 cm de longitud y que lleva unas 20 flores sucesivas.

## Distribución y hábitat
Se encuentra en Borneo, Malasia peninsular, Sumatra y Brunéi, en alturas de 500 metros en lugares abiertos, y en los bosques bajos, con frecuencia en las bifurcaciones del tronco de los grandes árboles.